# Semaine internationale du cerveau
 (juillet 2022).
Si vous disposez d'ouvrages ou d'articles de référence ou si vous connaissez des sites web de qualité traitant du thème abordé ici, merci de compléter l'article en donnant les références utiles à sa vérifiabilité et en les liant à la section « Notes et références ».
La Semaine internationale du cerveau est une conférence organisée chaque année au mois de mars dans une centaine de pays différents et plus de 120 villes en France.

## But
- Partager avec le grand public les avancées scientifiques des recherches sur le cerveau et les espoirs de traitements qui en découlent, ainsi que leurs enjeux pour notre société.
- Sensibiliser le grand public a la recherche sur le cerveau

## Activités
- Pendant une semaine, invités prestigieux, tables rondes, conférences publiques, concerts et portes ouvertes se succèdent, permettant ainsi chaque jour au public d'aborder des sujets divers liés à la thématique cérébrale et de trouver des réponses aux questions qu'il se pose.
- Des visites de laboratoires sont également mises en place pour les collégiens.

## En Europe (UE)
En France, la semaine du cerveau est organisée par la société des neurosciences en partenariat avec le ministère de l'enseignement supérieur et de la recherche, ainsi que l'Institut national de la santé et de la recherche médicaleLa 25e édition (2023) avait réuni près de 30 000 participants, la 26e édition aura lieu du 11 au 17 mars 2024,, .